# Брусевич, Анатолий Александрович
Анатолий Александрович Брусевич (бел. Анатоль Аляксандравіч Брусевіч; род. 28 сентября 1977, Гродно) — белорусский поэт, переводчик, литературовед, кандидат филологических наук.

## Биография
Окончил филологический факультет Гродненского государственного университета (1999). Там же работает в должности доцента кафедры белорусской филологии. Исследует белорусско-польские литературные связи (монографии «Факторы белорусской культуры в творчестве Адама Мицкевича», Гродно, 2008, «Белорусская и польская поэзия второй половины XIX — начала XX вв.: формирование и диалог художественных парадигм», Гродно, 2024).

## Творчество
На белорусский язык перевёл «Трены» Яна Кохановского, драму Георгия Конисского «Воскресение мёртвых», некоторые стихи Адама Мицкевича, Лейба Найдуса, Римантаса Ванагаса, Ираклия Какабадзе.
Первая книга поэзии «Дуэль» (Гродно, 1992) получила хорошую оценку литературной критики и вызвала интерес читателя, так как автору на тот момент было всего 14 лет. Предисловие к зборнику написала известная белорусская поэтесса Данута Бичель-Загнетова.
Сборник стихов «Падаю ў неба» (Гродно, 2006) вышел небольшим тиражом — 100 экземпляров, весь тираж был раскуплен на первой презентации. В сборник вошли произведения, написанные в ранее не встречавшихся в белорусской литературе формах — акротелестихи «Гитара» и «Светлана», а также мультиакростих «Свобода».
Исследователь белорусской литературы профессор Лондонского университета Арнольд Макмилин отмечает влияние на поэзию Анатоля Брусевича эстетики декаданса. По его словам, «стихи Брусевича полны грусти и мизантропии, они эротичны, но не вульгарны».  Наиболее ярко эти качества проявились в книге «Апошні дзень» (Минск, 2013), созданной под перекрестным огнём сразу двух эстетик - романтической и  декадентской. Стихи, вошедшие в этот сборник, могут одновременно казаться и мрачными, и оптимистичными, соединяя в себе не соединяемое -  духовный стоицизм и недвусмысленный гедонизм.
Стихи А. Брусевича печатались также в антологиях («Лабиринты призрачного замка», Белосток, 2000; Антология белорусской поэзии XX века «Краса и сила», Минск, 2003 и др.), в белорусских и зарубежных периодических изданиях.

## Награды
- Лауреат премии журнала «Дзеяслоў» «Залаты апостраф» в 2017 году[1].